# میکا سایکی
میکا سایکی (انگلیسی: Mika Saiki؛ زادهٔ ۲۵ سپتامبر ۱۹۷۲) بازیکن والیبال سالنی و بازیکن والیبال ساحلی زن اهل ژاپن بود.